# Austromyrtus prolixa
Austromyrtus prolixa là một loài thực vật có hoa trong Họ Đào kim nương. Loài này được (Baker f.) Burret mô tả khoa học đầu tiên năm 1941.